# Morpho subcacica
Morpho subcacica är en fjärilsart som beskrevs av Le Moult 1927. Morpho subcacica ingår i släktet Morpho och familjen praktfjärilar. Inga underarter finns listade i Catalogue of Life.